# Ingeniero Juan Allan
Ingeniero Juan Allan, también conocida como Ingeniero Allan, es una localidad de la Zona Sur del Gran Buenos Aires, al sudeste del Partido de Florencio Varela en la provincia de Buenos Aires, Argentina.
La fábrica de la empresa Alpargatas Argentina, una planta de la compañía farmacéutica estadounidense Abbott Laboratories, la planta transmisora de América TV y el Parque Industrial y Tecnológico de Florencio Varela se encuentran en esta localidad.
Muchas de sus calles aún conservan el antiguo sistema catastral por números, siendo enumeradas del 1100 al 1300.

## Nombre
Debe su nombre a John Allan, el primer maquinista que viajó por rieles argentinos.
Nacido en la ciudad británica de Liverpool en 1835, al cumplir 20 años de edad él y su hermano Thomas (ambos eran ingenieros) son contratados por la Sociedad Anónima del Camino de Fierro al Oeste, para tomar en la ejecución de los trabajos correspondientes a la construcción de la primera traza férrea de Argentina.
Thomas fue destinado a obras civiles en la construcción de la línea, por otra parte John tuvo a su cargo el montaje y la prueba de ambas locomotoras gemelas, "La Porteña" y "La Argentina", bajo la dirección del ingeniero Guillermo Bragge contratado también en Inglaterra.
Falleció a la edad de 36 años a causa de la fiebre amarilla.

## Historia
La localidad se formó alrededor de la estación del kilómetro 30 del ramal Avellaneda - La Plata del Ferrocarril Provincial de Buenos Aires, que operó entre 1926 y 1977. Al momento de su creación, la estación que le da nombre a esta localidad se llamaba Montaraz, en 1946 por la Ley 5055 se cambia el nombre de ésta a Ingeniero Juan Allan.

## Geografía

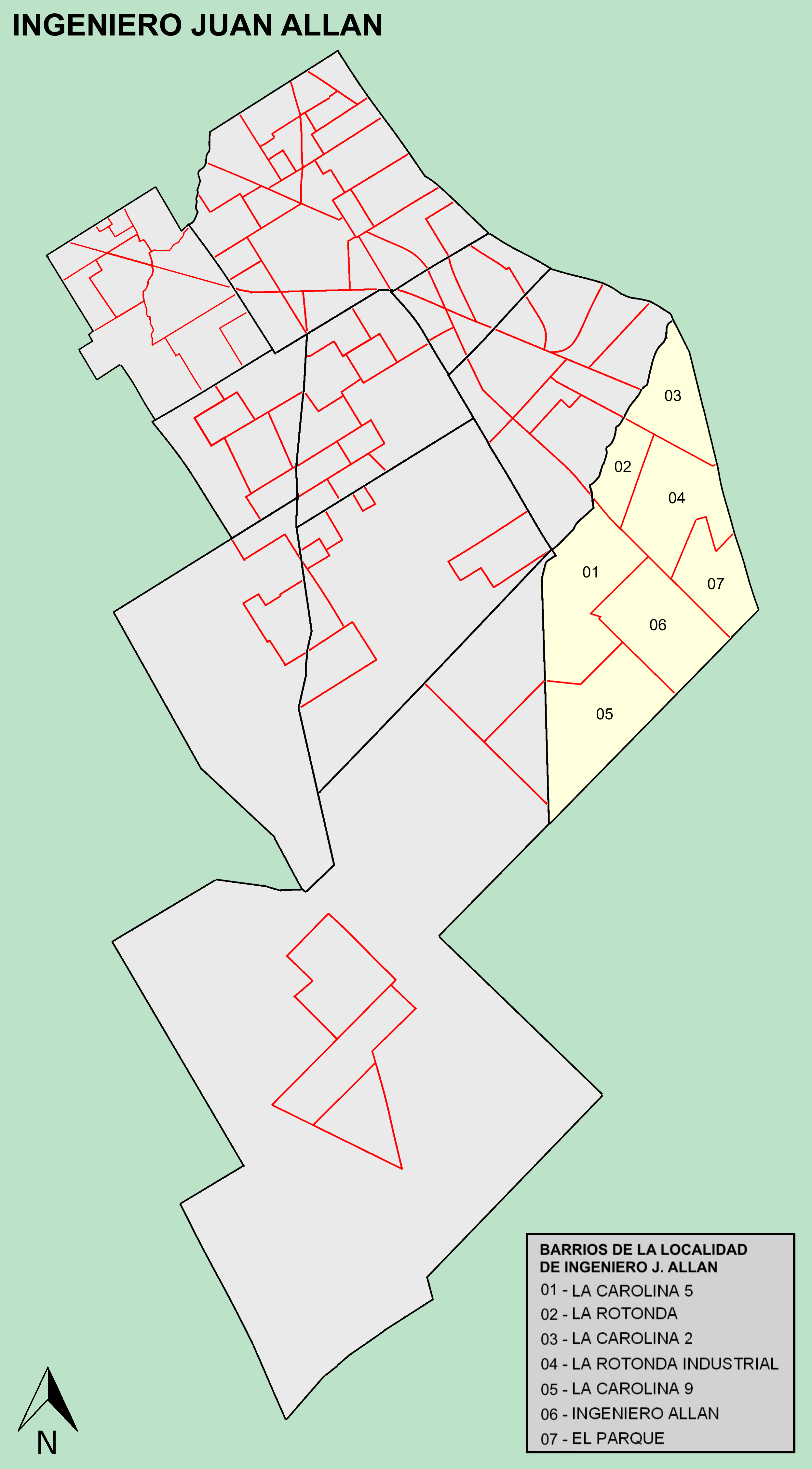
Ubicación y barrios de Ingeniero J. Allan en el partido de Florencio Varela. La localidad está marcada en color amarillo claro.

Ingeniero Allan tiene una extensión aproximada de 565 hectáreas y se ubica al centro-este del partido de Florencio Varela.
Limita al norte y al oeste con la localidad de Bosques, separada de ella por el arroyo Las Conchitas, al este delimitada por la Avenida Valentín Vergara y la Autovía 2 con el partido de Berazategui (Hudson, Gutiérrez, Pereyra y Parque Pereyra Iraola), al sur la Avenida Ingeniero Allan la separa nuevamente del partido de Berazategui (El Pato) y al suroeste de la localidad de La Capilla.

## Población
Contaba con 41,465 habitantes (Indec, 2010) en el sector urbano, lo que representa un incremento del 57,44% frente a los 26,336 habitantes (Indec, 2001) del censo anterior. Esta cifra la sitúa como la 5ª localidad del partido. A esto deben sumarse unos 266 habitantes (Indec, 2001) que vivían en la zona rural. 

## Educación

### Escuelas
Listado de escuelas públicas de la Localidad Ingeniero Allan:
- Nro. 7: «Carolina de Luchetti», Barrio La Carolina.
- Nro. 19: «Escuela de Educación Secundaria», Barrio La Carolina.
- Nro. 31: «C. Nalé Roxlo», Barrio La Carolina 2.
- Nro. 35: «17 de Agosto», Barrio El Parque.
- Nro. 42: «Benita Gorostidi», Barrio La Rotonda.
- Nro. 45: «Haydeé S. Guerrero», Barrio El Parque.

### Bibliotecas
- Biblioteca Popular Belgrano, Barrio Ingeniero Allan

## Salud
Los centros de salud primaria del siguiente cuadro atienden en la localidad:
- Centro de salud "Dr. Arturo Oñativia", Barrio El Parque
- CIC Ingeniero Allan, Barrio Ingeniero Allan
- Centro de salud La Carolina II, Barrio La Carolina II
- Unid. Sanit. "Dr. Santiago Mandirola", Barrio La Rotonda
- Policonsultorios y Centro de Diagnóstico por Imágenes "San José", Barrio Ingeniero Juan Allan

## Economía
En Ingeniero Allan se encuentra la mayor parte de las industrias del Partido de Florencio Varela, de hecho aquí se emplaza el Parque Industrial y Tecnológico Varela (PITEC).
Alguna de éstas industrias son: Gibaut Hnos., Praxair Flova, Acykro, Cahesa (todas éstas del ramo químico), Alpargatas (textil), Abbott Laboratories (farmacéutica), Industrial Varela (reciclaje), Protefilm (film autoadhesivo), Fatam (acero), Ferrox Seven (pigmentos), Fercol (lubricantes).
Aquí también se puede encontrar la planta de transmisión de América TV. El acceso a las instalaciones se encuentra en la calle Juana Azurduy al 834.
Ingeniero Juan Allan principalmente se auto sustenta del comercio y los servicios que ofrece en donde encontramos que la mayoría de los focos comerciales se encuentran emplazados sobre la calle 1282, Diagonal los Guaraníes esquina calle 1149 y toda la cicunvalación de Plaza La Carolina. Esos tres sectores son los de mayor desarrollo en donde podemos encontrar supermercados, farmacias, ferreterías, corralones, todos de gran envergadura.

## Política
La máxima autoridad política es el actual intendente de Florencio Varela, Andrés Watson, acompañado por el Honorable Concejo Deliberante de Florencio Varela, donde se encuentran: Medina, Arnaldo Darío; Fioramonti, Cristina Beatriz; Paz, Juan Pablo; Zarate, Celia Mabel; Suárez, Antonio Alberto; Aredez, Miriam Beatriz; Delgado, Raúl José; Alderete, Romina Alejandra; Boco, Carlos Alberto; Loyola, Marcela Patricia; Ochs, Marcela Adriana y Ortegoza, Juan Carlos.

## Transporte
Las principales vías de acceso desde la Ciudad de Buenos Aires y La Plata son la Ruta Provincial 2 que costea a la localidad, la Ruta Provincial 36 y el Camino Centenario; otros accesos a la localidad son la Avenida Valentín Vergara, la Avenida Guillermo Hudson y la Avenida de los Inmigrantes.

## Atractivos y lugares de recreación

### Museo Guillermo Enrique Hudson
En esta localidad nació el escritor y naturalista Guillermo Enrique Hudson, y aún se conserva su casa natal, la cual ha sido convertida en museo y sus alrededores son una reserva natural, lo que originalmente fue la estanzuela Los 25 Ombúes.

## Galería

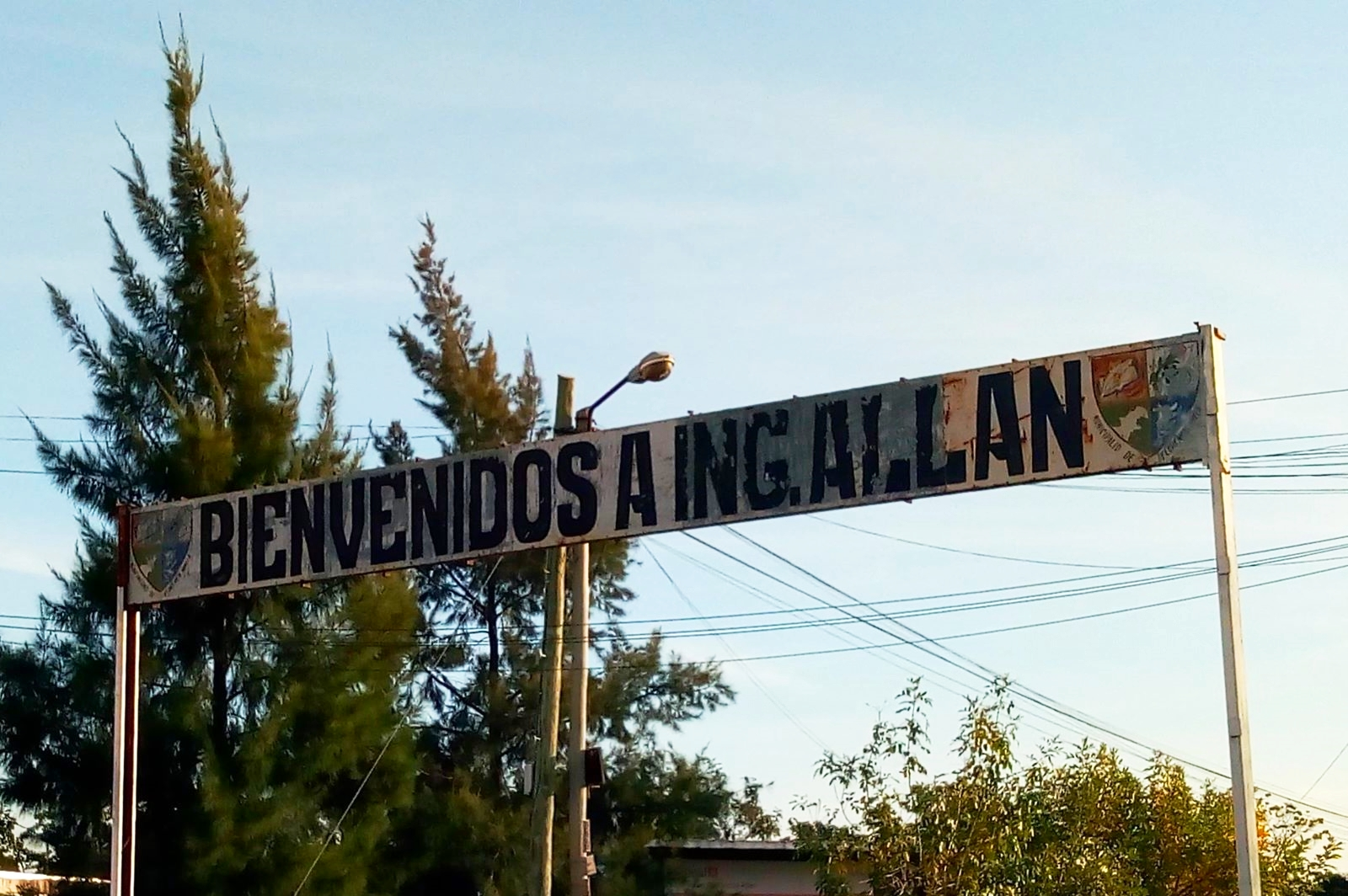
Cartel de bienvenida a la localidad.
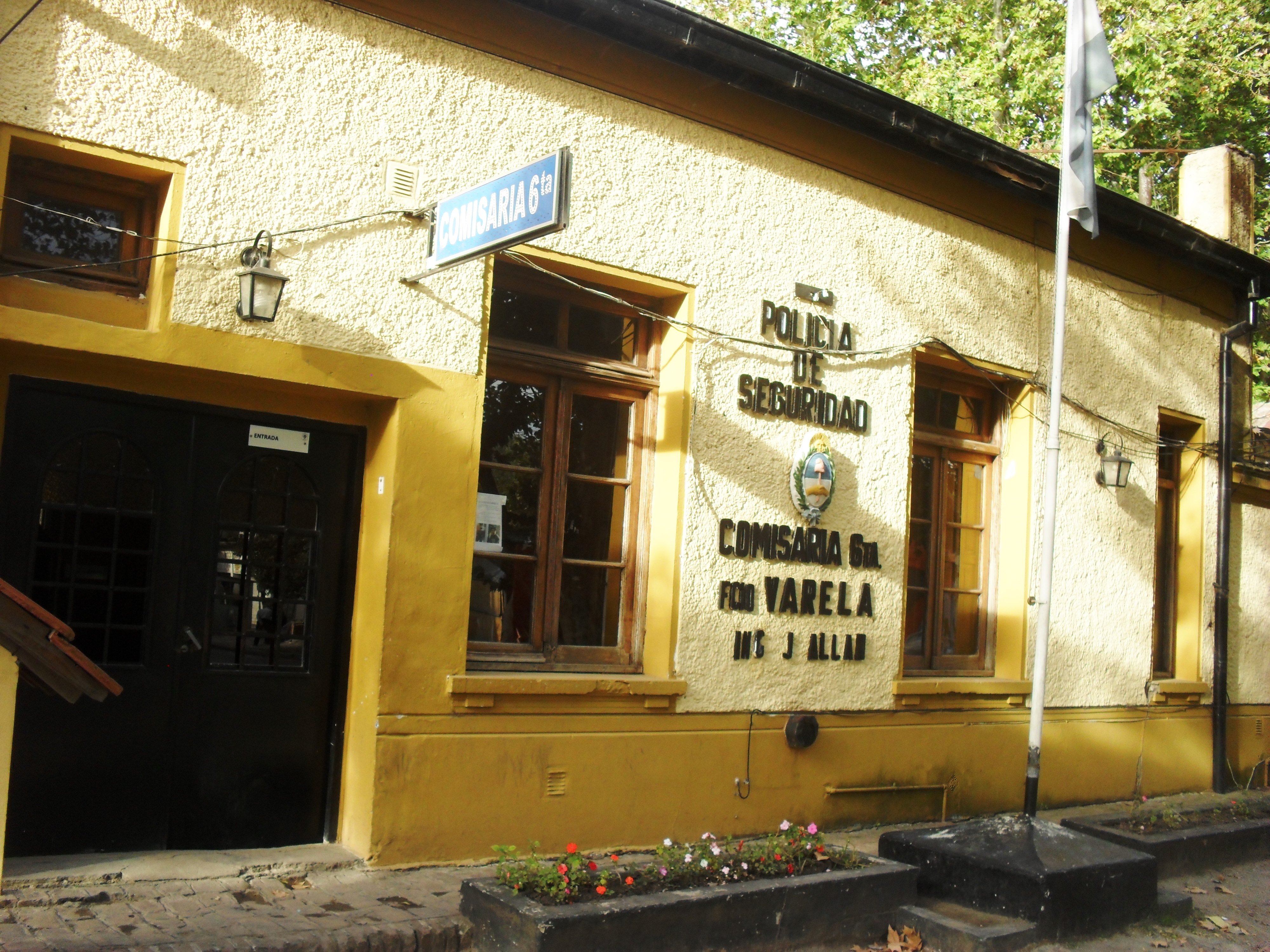
Antigua Estación Ing. J. Allan del ex FCPBA, actual Comisaría Sexta. de Florencio Varela.
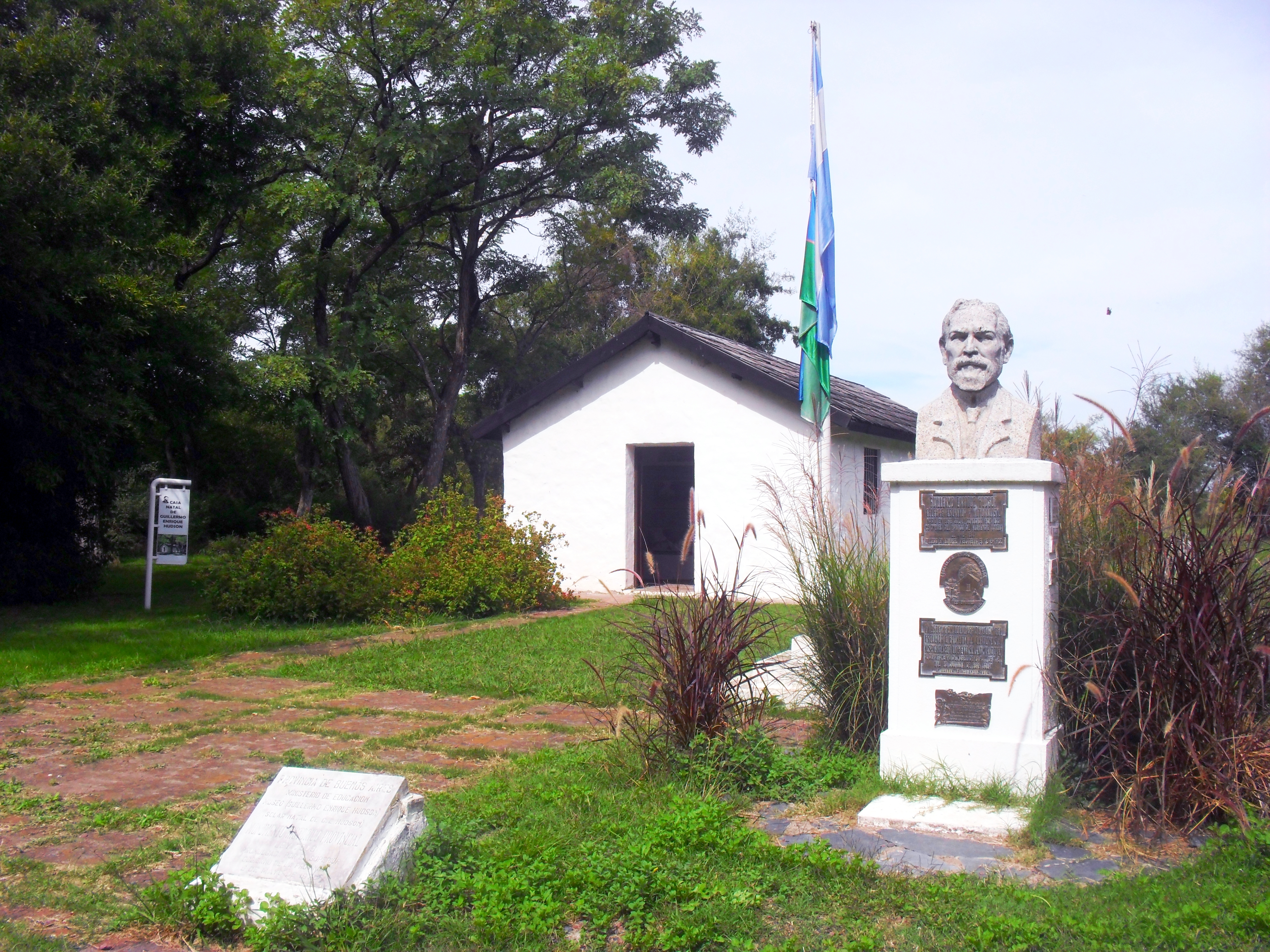
Casa Natal de Guillermo E. Hudson.
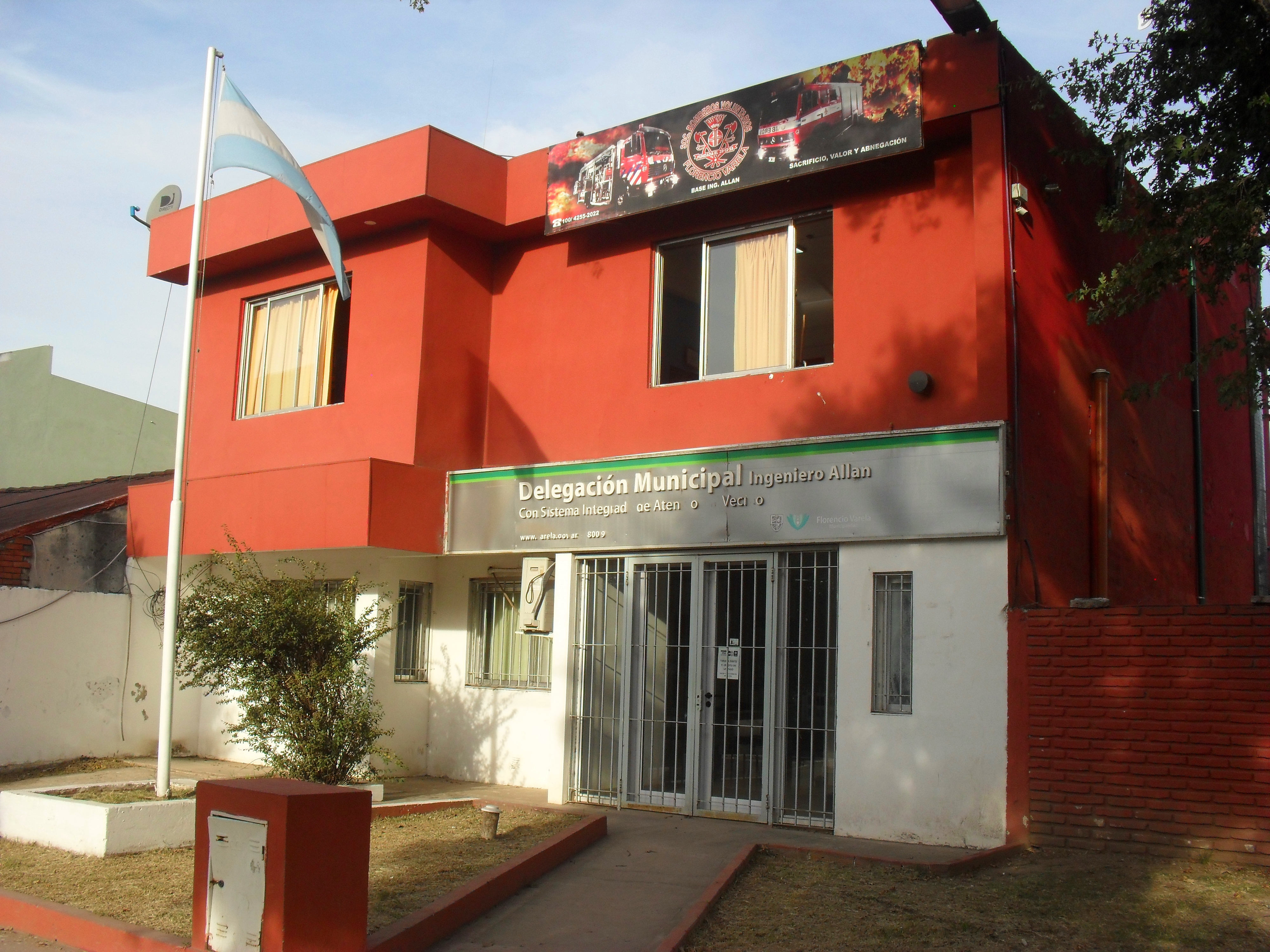
Delegación municipal y base Ingeniero Allan de los Bomberos Voluntarios de Florencio Varela.
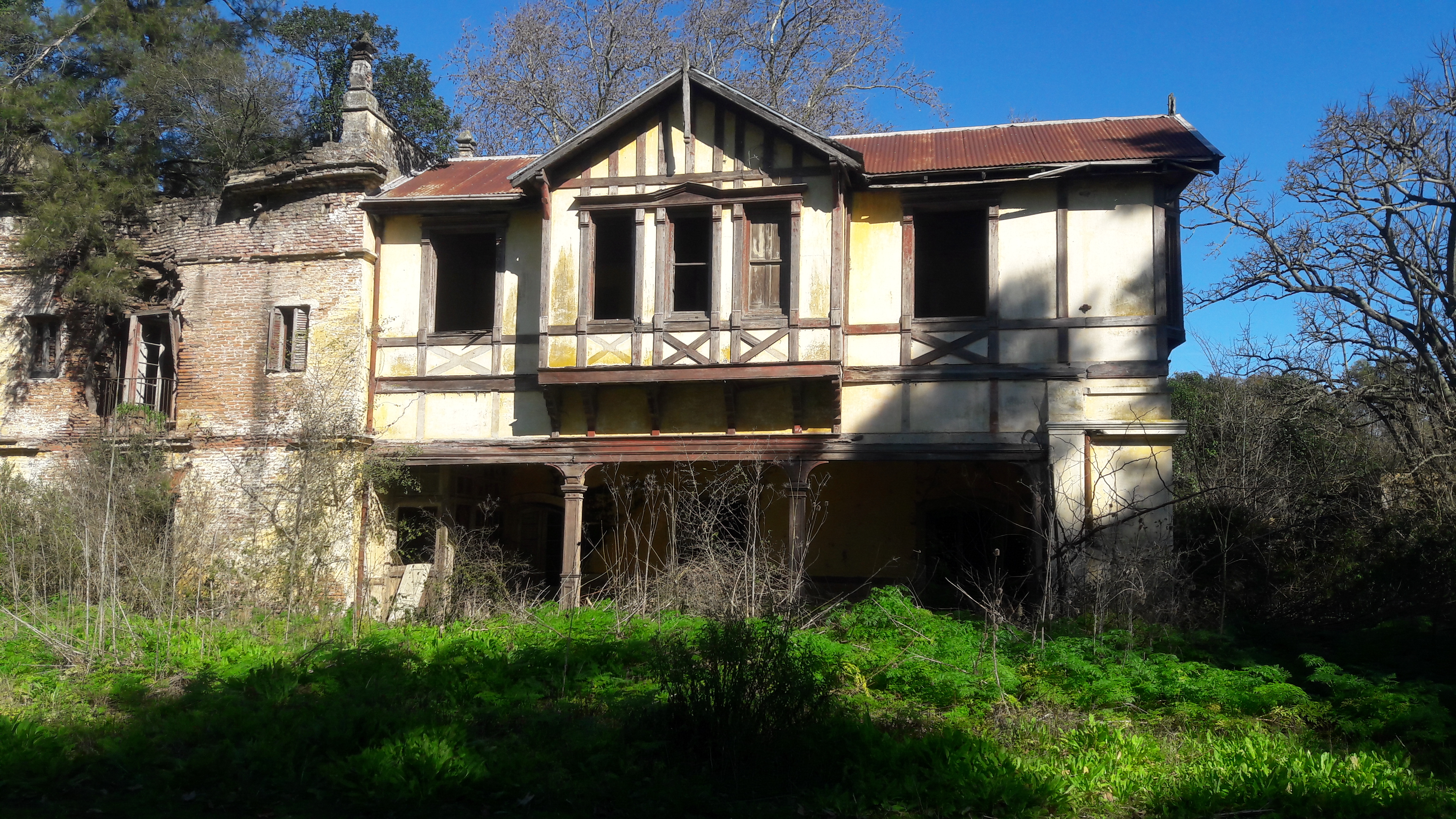
Estancia Santo Domingo.
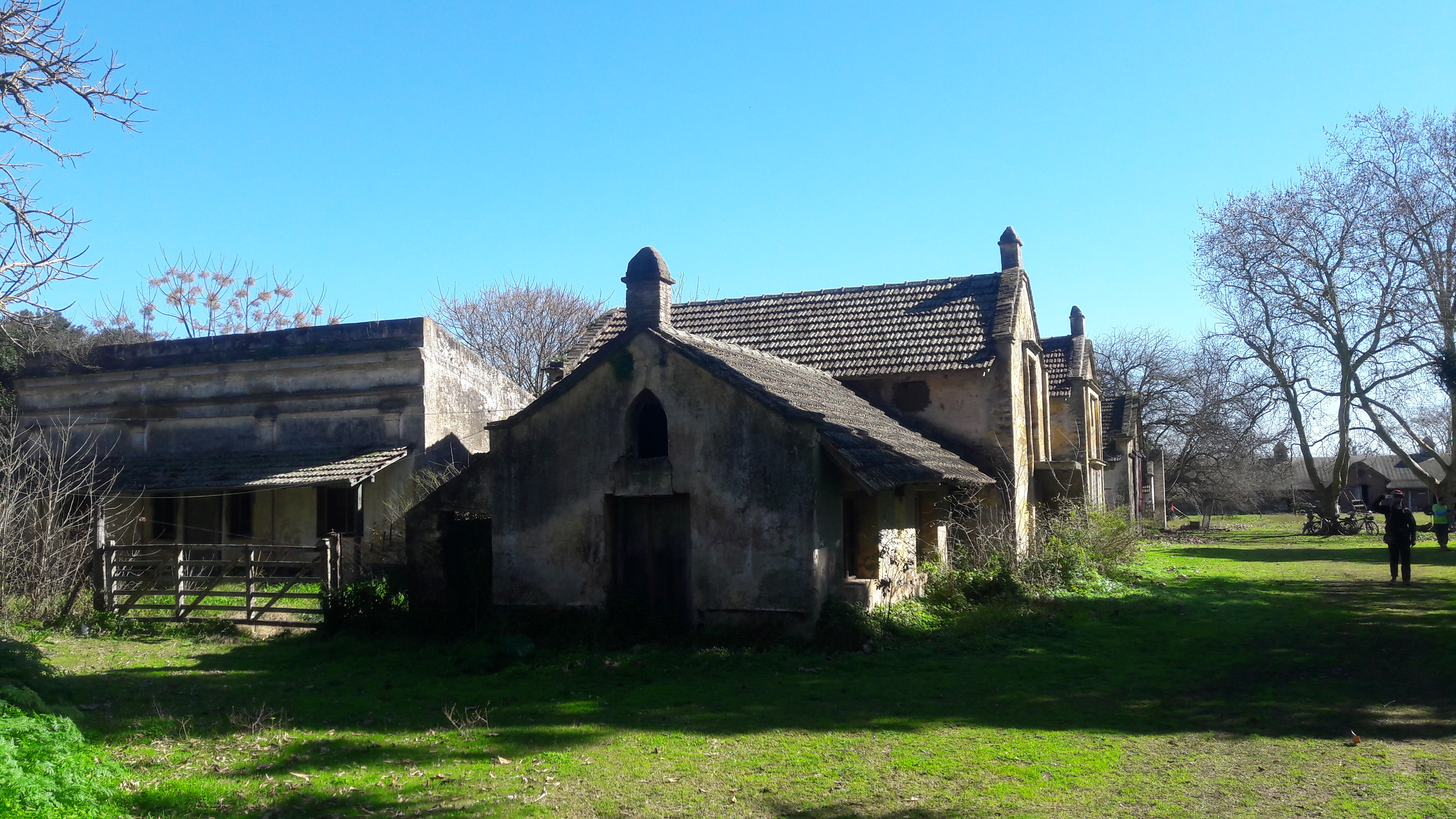
Estancia Santo Domingo.